# Corvin Radovici
Corvin Radovici (n. 19 decembrie 1931, Călățele, județul Cluj – d. 17 august 2017) este un maestru internațional și antrenor emerit de șah din România, membru al Clubului Sportiv Universitar Brașov.
I-a descoperit și crescut pe doi dintre șahiștii de marcă ai eșichierului românesc: Florin Gheorghiu, primul jucător român ce a obținut titlul de mare maestru internațional și Dieter Nisipeanu, primul șahist român ce a trecut de bariera unui coeficient ELO de 2700 și singurul ce a adus un titlu internațional în Romania (Campion european în anul 2005).
L-a descoperit și pregătit pe MI Adrian Negulescu.
A fost antrenor și marelui maestru Constantin Ionescu și vicecampionului mondial de amatori (2009) Radu Cristian Toma.